# Oishinbo
Oishinbo (美味しんぼ? lett. "Il buongustaio") è un manga scritto da Tetsu Kariya e disegnato da Akira Hanasaki. Il titolo dell'opera è una parola macedonia formata da oishii ("delizioso") e dal termine giapponese utilizzato per chi ama mangiare: kuishinboxi. Il fumetto è uno dei più rappresentativi del genere culinario (gurume).
La serie narra la storia del giornalista Shirō Yamaoka e della sua partner e futura moglie Yūko Kurita alle prese con il compito di allestire il menu definitivo per il giornale per il quale lavorano. Distribuito dalla Shōgakukan tra il 1983 e il 2008 sulla rivista Big Comic Spirits, è stato messo in pausa a tempo indeterminato il 12 maggio 2014 per via delle critiche subite per come il manga ha trattato alcune vicende legate al disastro nucleare di Fukushima Dai-ichi. Prima di questa sospensione, Oishinbo è stato raccolto in 111 tankōbon, diventando il quindicesimo manga più lungo mai pubblicato. La serie è un best seller e ha venduto una media di 1,2 milioni di copie per volume, per un totale di oltre 135 milioni di copie, che lo rende il dodicesimo manga più venduto.
L'opera ha ricevuto nel 1986 il premio Shōgakukan per i manga nella categoria generale. È stato adattato in una serie televisiva anime di 136 episodi, andata in onda su TV Asahi dal 17 ottobre 1988 al 17 marzo 1992, seguita da due film sequel nel 1992 e nel 1993, e da un adattamento cinematografico live action nel 1996.

## Trama
Shirō Yamaoka è un pigro e cinico giornalista che lavora per il Tōzai Shimbun. Poiché però dimostra di essere un buongustaio, viene incaricato dal suo datore di lavoro di curare una rubrica di critica gastronomica e di trovare e fornire delle ricette per quello che chiama "menù definitivo", per celebrare il centesimo anniversario del giornale. Per svolgere l'incarico gli viene affiancata la giovane Yūko Kurita. Durante la loro ricerca, incontrano il fastidioso ed esigente padre di Shirō, Yūzan Kaibara, un famoso gourmand che cerca di sabotare il progetto del figlio.

## Personaggi
Shirō Yamaoka (山岡 士郎?, Yamaoka Shirō)
Doppiato da: Kazuhiko Inoue
Un giornalista di 27 anni che lavora per il reparto culturale del Tōzai Shimbun e capo del progetto per il "menù definitivo". È l'unico figlio del famoso vasaio e gourmand Yūzan Kaibara. È stato costretto a cucinare nel Gourmet Club di suo padre quando era ancora a scuola e disprezza suo padre, incolpandolo per la morte prematura di sua madre. Una volta ha distrutto i dipinti e le ceramiche di suo padre perché credeva che egli si preoccupasse più del cibo e della sua reputazione che della sua famiglia. Yamaoka appare pigro e disinteressato quando tratta argomenti che non riguardino il cibo, in cui possiede una profonda conoscenza.
Yūko Kurita (栗田 ゆう子?, Kurita Yūko)
Doppiata da: Mayumi Shō.
Kurita è la collega di Yamaoka e lo assiste nel progetto del "menù definitivo". Lei è spesso vista con Noriko Hanamura e Kinue Tabata, e insieme sono soprannominate come il "Trio floreale del Dipartimento culturale". Kurita in seguito sposa Shirō, con cui ha due figli, Yōji e Yumi.
Yūzan Kaibara (海原 雄山?, Kaibara Yūzan)
Doppiato da: Chikao Ōtsuka.
Kaibara è il padre e rivale di Yamaoka. Kaibara fu il maestro di Shirō, ma i due ebbero un litigio. La relazione peggiora quando Kaibara inizia a lavorare al progetto del "menù supremo" per il Teito Shimbun, un giornale rivale. Kaibara è il fondatore e direttore del Gourmet Club. Il suo personaggio è ispirato a Kitaoji Rosanjin, artista giapponese realmente esistito.
Daizō Ōhara (大原 大蔵?, Ōhara Daizō)
Doppiato da: Osamu Saka
Ōhara è l'editore del Tōzai News e il creatore del progetto del "menù definitivo".
Seiichi Okaboshi (岡星 精一?, Okaboshi Seiichi)
Doppiato da: Norio Wakamoto
Talentuso e giovane chef proprietario del locale preferito di Yamaoka.
Noriko Hanamura (花村 典子?, Hanamura Noriko)
Doppiata da: Rei Sakuma.
Amica di Yūko Kurita e membro del "Trio Floreale del Dipartimento culturale".
Kinue Tabata (田畑 絹江?, Tabata Kinue)
Doppiata da: Rin Mizuhara.
Amica di Yūko Kurita e membro del "Trio Floreale del Dipartimento culturale".
Inspector Nakamatsu (中松警部?, Nakamatsu-keibu)
Doppiato da: Nurio Futukome
Un ispettore di polizia con un esterno burbero, ma in realtà piuttosto tenero che forma una profonda amicizia con Yamaoka.
Tatsu-san (辰さん?)
Doppiato da: Reizō Nomoto
Un senzatetto che raccoglie gli avanzi da vari ristoranti a Ginza, quindi sa quali hanno il cibo di migliore qualità. Ha fatto conoscere a Yamaoka il ristorante di Okabashi. Il suo nome completo è Tatsunojō Hanamikōji.
Kairakutei Black (快楽亭ブラック?, Kairakutei Burakku)
Doppiato da: Takeshi Aono
Uno scrittore e ricercatore di cibo americano che fa la conoscenza di Yamaoka e Kurita mentre è in Giappone a studiare piatti di tofu. In seguito diventa un artista di rakugo e prende il nome  di Kairakutei. Il suo nome originale è Henry James Black ma talvolta usa lo pseudonimo di Stan Black.
Mariko Niki (二木 まり子?, Niki Mariko)
Doppiato da: Saeko Shimazu
Mariko Niki è una collaboratrice di Yamaoka e di Kurita che scrive per la Touzai Graph una rivista di pittura settimanale. La sua famiglia è molto ricca, suo padre è Takashi Niki, il presidente di una delle più grandi banche del Giappone. Ha studiato all'università di Parigi. Lei corteggia Yamaoka, ma lui non è interessato a sposarla. Sposerà un fotografo freelance di nome Kinjō.

## Pubblicazione
Oishinbo è un manga scritto da Tetsu Kariya e disegnato da Akira Hanasaki. L'opera è serializzata dal 1983 a cadenza settimanale sulla rivista Big Comic Spirits della casa editrice Shōgakukan. A maggio 2008 i due autori si sono presi una pausa dalla pubblicazione, che è ripresa il 23 febbraio 2009. Il 12 maggio 2014 Shōgakukan ne ha interrotto nuovamente la pubblicazione per via delle critiche subite per come il manga ha trattato alcune vicende legate al disastro nucleare di Fukushima Dai-ichi. Sebbene l'interruzione della pubblicazione coincida con la controversia, la redazione ha affermato che questa faceva parte di una pausa precedentemente programmata. La pubblicazione non è comunque ancora ripresa. Nel marzo del 2016 Tetsu Kariya ha dichiarato sul suo blog di essere intenzionato a terminare il manga in caso di ripresa della pubblicazione, affermando che "30 anni sono troppo lunghi per molte cose" e che credeva che "fosse ora di finirlo".
I capitoli del manga vengono raccolti anche in volumi tankōbon e, prima della sospensione, ne sono stati raggiunti 111, rendendo Oishinbo uno dei manga più longevi e lunghi mai pubblicati.
Una selezione di alcune storie, raccolte per tema e in formato più grande, è stata pubblicata con il titolo di Oishinbo à la carte (美味しんぼア・ラ・カルト?, Oishinbo a ra karuto), che conta 50 volumi.

## Opere derivate

### Anime
Il manga è stato adattato in una serie televisiva anime trasmessa da ottobre 1988 a marzo 1992 per un totale di 136 episodi. Alla serie sono seguiti due lungometraggi televisivi: Oishinbo: kyūkyoku tai shikō chōju ryōri taiketsu!! (美味しんぼ 究極対至高 長寿料理対決!!?) è stato trasmesso a dicembre 1992 e Oishinbo: nichibei kome sensō (美味しんぼ 日米コメ戦争?) è stato trasmesso un anno dopo, nel dicembre del 1993.

### Film live action
Un adattamento cinematografico live action diretto da Azuma Morisaki con protagonisti Kōichi Satō e Rentarō Mikuni ha debuttato il 13 aprile 1996.

### Videogiochi
Dal manga sono stati tratti due videogiochi:
- Oishinbo: Kyukyoku no menu 3bon syoubu (Family Computer, 1989, sviluppato da TOSE)
- Oishinbo: DS recipe shuu (Nintendo DS, 2007, pubblicato da Bandai Namco)

## Accoglienza
La serie è un best seller e ha venduto una media di 1,2 milioni di copie per volume, per un totale di oltre 135 milioni di copie, che lo rende il dodicesimo manga più venduto. L'opera ha ricevuto nel 1986 il premio Shōgakukan per i manga nella categoria generale.
Nel 1980 in Giappone il movimento gurume ha avuto un aumento di popolarità, denominato "boom gourmet". Lorie Brau, autrice di Oishinbo's Adventures in Eating: Food, Communication, and Culture in Japanese Comics, ha affermato che il manga è stato il maggiore fattore per l'aumento della popolarità dei manga gurume, il primo volume della serie ha venduto circa un milione di copie. La popolarità di Oishinbo ha portato allo sviluppo dell'anime, del film live action e di molti fan site, dove gli amanti della serie raccolgono e riproducono le ricette che sono apparse nel manga.
Tetsu Kariya, lo scrittore di Oishinbo, ha ammesso in un'intervista del 1986 di non ritenersi un intenditore di cibo, e che si sente in imbarazzo ogni volta che degli esperti di gastronomia leggono il manga.

### Controversie
Il manga ha raccolto forti critiche per la maniera in cui ha narrato alcuni eventi riguardanti il disastro nucleare di Fukushima Dai-ichi. La causa della discussione è legata a un episodio del manga in cui il protagonista visita il reattore No.1 di Fukushima e ha un caso di epistassi, in seguito scopre che vari residenti di Fukushima e dintorni soffrono della medesima condizione, indicando le radiazioni come causa del problema. Politici ed esperti hanno affermato che la serie denuncia un pericolo non reale, che rischia di creare panico immotivato.
Oltre alle critiche, alcuni residenti della zona di Fukushima hanno difeso l'iniziativa del manga, affermando che ha portato alla discussione e alla riesamina degli effetti del disastro nucleare.